# كيربي تشامبليس
كيربي تشامبليس (بالإنجليزية: Kirby Chambliss)‏ (من مواليد 18 أكتوبر 1959 في كوربوس كريستي، تكساس) وهو طيار رائد في الولايات المتحدة وطيار سباق في بطولة ريد بول الجوية العالمية.

## حياته
ولد تشامبليس في كوربوس كريستي، تكساس ، الولايات المتحدة. أراد أن يصبح طياراً وهو في سن صغيرة. وكان مفتونًا بالقفز من الطائرات باستخدام المظلات. بحلول ديسمبر / كانون الأول 1975 ، في سن ال 16 ، ظهر تشامبليس لأول مرة في رحلة جوية منفردة بعد تدريبه الرسمي على الطيران وحصل على رخصته الخاصة في مارس التالي. في البداية، حصل على المال كمدرب طيران معتمد ثم كطيار شحن ليلي.
وقد مكنه عمله الأخير كطيار نفاث تجاري في عام 1985 من التدريب على الطيران البهلواني وشراء طائرة الاستعراض الخاصة به. فاز تشامبليس بأعلى مرتبة في أول مسابقة له، وشق طريقه إلى مستوى النخبة. في عام 1997 ، أصبح عضوًا ثم كابتن في فريق الأكروبات الأمريكي. وقد فاز بخمس بطولات وطنية في الولايات المتحدة و 13 ميدالية في بطولة العالم. وهو يحمل لقب بطل العالم في السباقات الحرة في عام 2000 وسجل أكثر من 27000 ساعة طيران. في عام 2013 ، لم يستطع تشامبليس القدرة على القيام بتمريرة ألفا العالية في معرض إيلوبانغو السلفادور الجوي. خرج تشامبليس من طائرته بجروح طفيفة بعد هبوطه اضطراريا على جسر صخري.
يتمتع تشامبليس بأدائه العالمي في العروض الجوية التقليدية طوال العام. منذ عام 2003 ، شارك في بطولة ريد بول الجوية العالمية كعضو في فريق ريد بول مع زميله في الفريق المجري بيتر بيزينيي. كان بطل عام 2004، وأنهى بطولة 2006 كبطل مرة أخرى بأربعة انتصارات من ثماني جولات في طائرته قوة جي 540.
يعيش تشامبليس مع زوجته وزميله الطيار كيلي، وابنتهما، كارلي نيكول، في مزرعة في أريزونا، الولايات المتحدة.

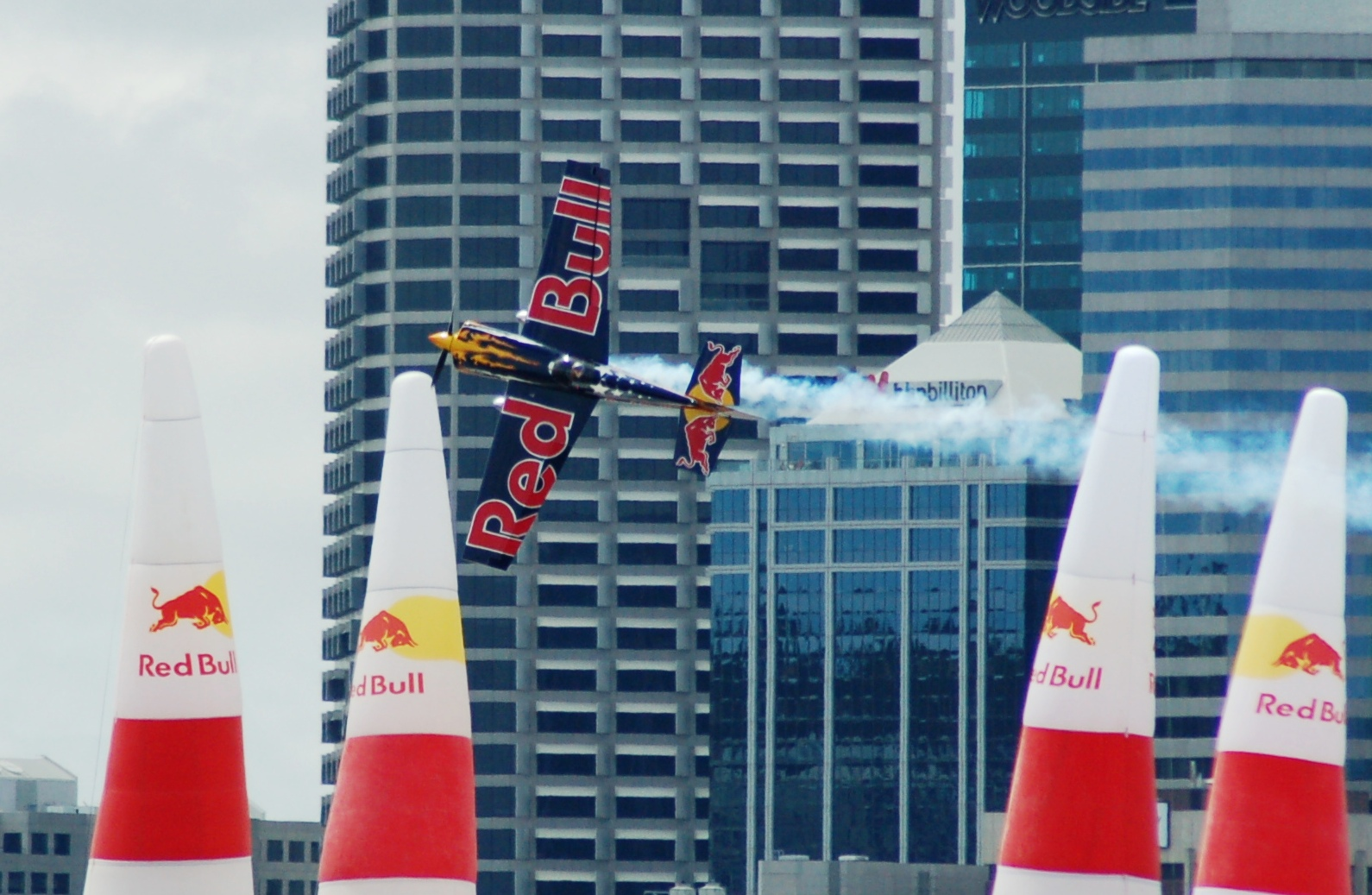
سباق تشامبليس في بيرث ، أستراليا الغربية

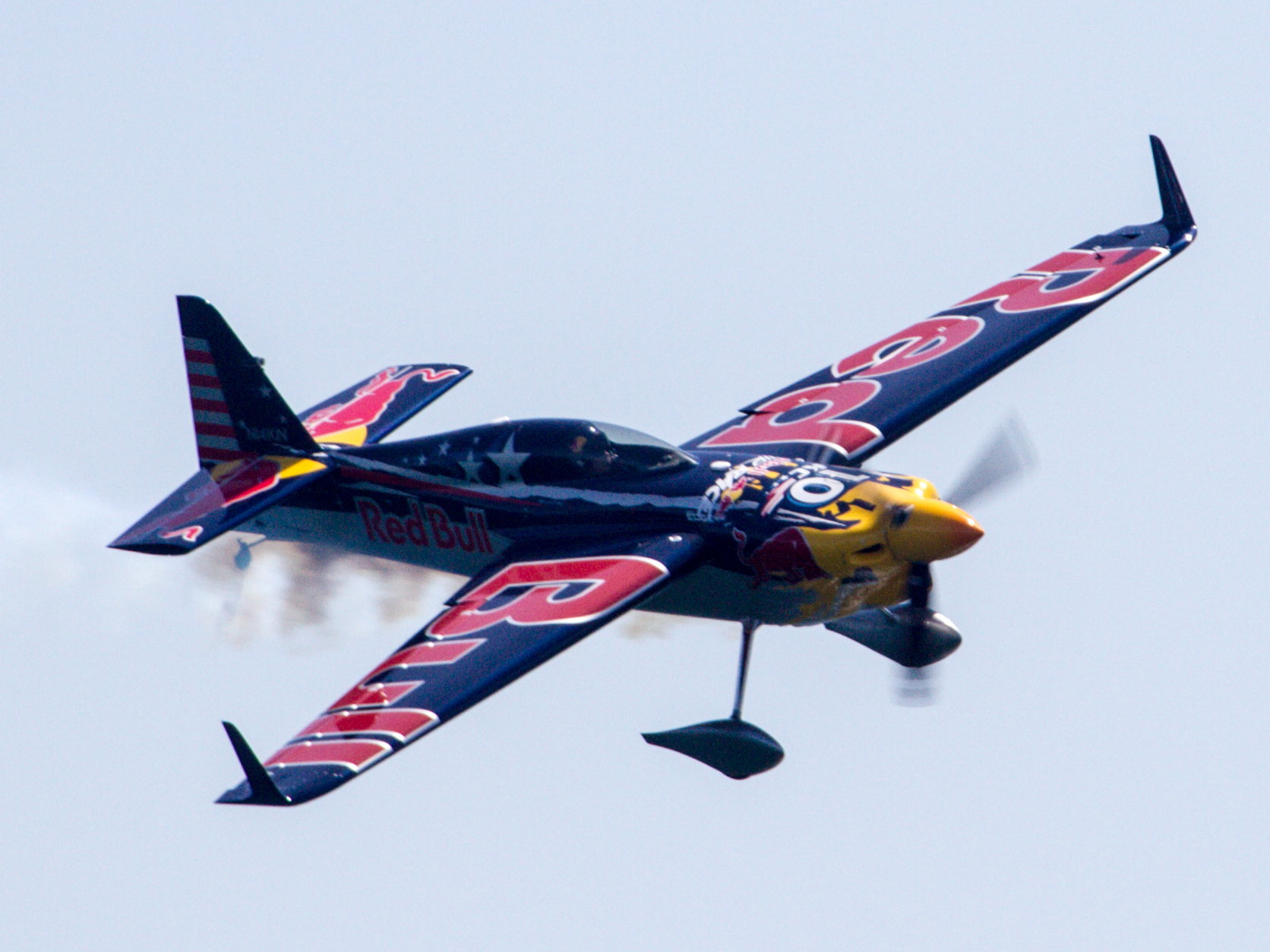
سباق ريد بول الجوي في اليابان - N14KN

## سجل السباق

### نتائج بطولة ريد بول الجوية العالمية
| كيربي تشامبليس في بطولة ريد بول الجوية العالمية | كيربي تشامبليس في بطولة ريد بول الجوية العالمية | كيربي تشامبليس في بطولة ريد بول الجوية العالمية | كيربي تشامبليس في بطولة ريد بول الجوية العالمية | كيربي تشامبليس في بطولة ريد بول الجوية العالمية | كيربي تشامبليس في بطولة ريد بول الجوية العالمية | كيربي تشامبليس في بطولة ريد بول الجوية العالمية | كيربي تشامبليس في بطولة ريد بول الجوية العالمية | كيربي تشامبليس في بطولة ريد بول الجوية العالمية | كيربي تشامبليس في بطولة ريد بول الجوية العالمية | كيربي تشامبليس في بطولة ريد بول الجوية العالمية | كيربي تشامبليس في بطولة ريد بول الجوية العالمية | كيربي تشامبليس في بطولة ريد بول الجوية العالمية | كيربي تشامبليس في بطولة ريد بول الجوية العالمية | كيربي تشامبليس في بطولة ريد بول الجوية العالمية | كيربي تشامبليس في بطولة ريد بول الجوية العالمية |
| السنة                                           | 1                                               | 2                                               | 3                                               | 4                                               | 5                                               | 6                                               | 7                                               | 8                                               | 9                                               | 10                                              | 11                                              | 12                                              | النقاط                                          | الفوز                                           | الترتيب                                         |
| ----------------------------------------------- | ----------------------------------------------- | ----------------------------------------------- | ----------------------------------------------- | ----------------------------------------------- | ----------------------------------------------- | ----------------------------------------------- | ----------------------------------------------- | ----------------------------------------------- | ----------------------------------------------- | ----------------------------------------------- | ----------------------------------------------- | ----------------------------------------------- | ----------------------------------------------- | ----------------------------------------------- | ----------------------------------------------- |
| 2003                                            | النمسا                                          | المركز الثالث                                   |                                                 |                                                 |                                                 |                                                 |                                                 |                                                 |                                                 |                                                 |                                                 |                                                 | 4                                               | 0                                               | المركز الثالث                                   |
| 2004                                            | المركز الأول                                    | المركز الأول                                    | المركز الثاني                                   |                                                 |                                                 |                                                 |                                                 |                                                 |                                                 |                                                 |                                                 |                                                 | 17                                              | 2                                               | المركز الأول                                    |
| 2005                                            | المركز التاسع                                   | المركز الرابع                                   | المركز الرابع                                   | جمهورية أيرلندا                                 | المركز الثاني                                   | المركز الثاني                                   | المركز الثاني                                   |                                                 |                                                 |                                                 |                                                 |                                                 | 21                                              | 0                                               | المركز الثالث                                   |
| 2006                                            | المركز الأول                                    | المركز الثالث                                   | المركز الأول                                    | روسيا                                           | المركز الأول                                    | المركز الخامس                                   | المركز الثالث                                   | المركز الأول                                    | المركز الثالث                                   |                                                 |                                                 |                                                 | 38                                              | 4                                               | المركز الأول                                    |
| 2007                                            | المركز الرابع                                   | المركز السادس                                   | المركز الرابع                                   | المركز الثالث                                   | إسبانيا                                         | المركز الخامس                                   | المركز الخامس                                   | المركز الثاني                                   | المركز الخامس                                   | المركز الثاني                                   | المكسيك                                         | المركز السادس                                   | 28                                              | 0                                               | المركز الرابع                                   |
| 2008                                            | المركز الخامس                                   | المركز الثالث                                   | المركز الأول                                    | السويد                                          | المركز الرابع                                   | المركز الأول                                    | المركز الثاني عشر                               | المركز الثاني                                   | إسبانيا                                         | المركز الثامن                                   |                                                 |                                                 | 46                                              | 2                                               | المركز الرابع                                   |
| 2009 ‏                                           | المركز التاسع                                   | المركز الثاني عشر                               | المركز الثالث                                   | المركز الثالث                                   | المركز الثامن                                   | المركز الخامس                                   |                                                 |                                                 |                                                 |                                                 |                                                 |                                                 | 34                                              | 0                                               | المركز الرابع                                   |
| 2010 ‏                                           | المركز السادس                                   | المركز الثامن                                   | المركز الخامس                                   | المركز الثالث                                   | المركز الثالث                                   | المركز السادس                                   | المجر                                           | البرتغال                                        |                                                 |                                                 |                                                 |                                                 | 41                                              | 0                                               | المركز الرابع                                   |
|                                                 |                                                 |                                                 |                                                 |                                                 |                                                 |                                                 |                                                 |                                                 |                                                 |                                                 |                                                 |                                                 |                                                 |                                                 |                                                 |
| 2014                                            | المركز الحادي عشر                               | المركز العاشر                                   | المركز التاسع                                   | المركز الرابع                                   | المركز العاشر                                   | المركز العاشر                                   | المركز الحادي عشر                               | المركز السابع                                   |                                                 |                                                 |                                                 |                                                 | 7                                               | 0                                               | المركز العاشر                                   |
| 2015 ‏                                           | الإمارات العربية المتحدة                        | المركز السابع ‏                                  | المركز الحادي عشر ‏                              | المركز العاشر ‏                                  | المركز الثاني عشر ‏                              | المركز الثالث ‏                                  | المركز الحادي عشر ‏                              | المركز الثاني عشر ‏                              |                                                 |                                                 |                                                 |                                                 | 9                                               | 0                                               | المركز الحادي عشر                               |
| 2016 ‏                                           | المركز الرابع ‏                                  | المركز السادس ‏                                  | المركز الثالث ‏                                  | المركز الرابع ‏                                  | المركز التاسع ‏                                  | المركز الثامن ‏                                  | 1المركز الرابع ‏                                 | الولايات المتحدة                                |                                                 |                                                 |                                                 |                                                 | 30.25                                           | 0                                               | المركز الثامن                                   |
| 2017 ‏                                           | المركز الحادي عشر ‏                              | المركز الرابع ‏                                  | المركز الثامن ‏                                  | المركز الأول ‏                                   | المركز الأول ‏                                   | المركز الرابع ‏                                  | المركز السادس ‏                                  | المركز العاشر ‏                                  |                                                 |                                                 |                                                 |                                                 | 53                                              | 2                                               | المركز الرابع                                   |
| 2018 ‏                                           | المركز الثالث                                   | فرنسا                                           | اليابان                                         | المجر                                           |                                                 | روسيا                                           | الولايات المتحدة                                |                                                 |                                                 |                                                 |                                                 |                                                 | 9*                                              | 0*                                              | المركز الثالث*                                  |

## وصلات خارجية
- Team Chambliss official website

| مناصب رياضية      | مناصب رياضية                             | مناصب رياضية      |
| ----------------- | ---------------------------------------- | ----------------- |
| سبقه بيتر بيزينيي | بطولة ريد بول الجوية للسباق العالمي 2004 | تبعه مايك مانغولد |
| سبقه مايك مانغولد | بطولة ريد بول الجوية للسباق العالمي 2006 | تبعه مايك مانغولد |